# Cotoneaster anatolii
Cotoneaster anatolii är en rosväxtart som beskrevs av Teimurov och Taisumov. Cotoneaster anatolii ingår i släktet oxbär, och familjen rosväxter. Inga underarter finns listade i Catalogue of Life.